# A.P. Bio
A.P. Bio è una serie televisiva commedia statunitense, ideata da Mike O'Brien. La serie viene trasmessa negli Stati Uniti sulla NBC dal 1º febbraio 2018. In Italia viene trasmessa sul canale a pagamento Premium Joi dal 24 luglio 2018.

## Trama
Quando Jack Griffin, studioso di Filosofia di Harvard, perde il lavoro dei propri sogni a vantaggio del rivale Miles Leonard, è costretto a tornare a Toledo, in Ohio, e a lavorare come insegnante alla Whitlock High School, nel corso chiamato Advanced Placement Biology, da cui prende il nome la serie (A.P. Bio).

## Episodi
| Stagione         | Episodi | Prima TV USA | Prima TV Italia |
| ---------------- | ------- | ------------ | --------------- |
| Prima stagione   | 13      | 2018         | 2018            |
| Seconda stagione | 13      | 2019         | 2019            |
| Terza stagione   | 8       | 2020         | 2020-2021       |
| Quarta stagione  | 8       | 2021         | 2022            |

## Personaggi e interpreti

### Principali
- Jack Griffin[3], interpretato da Glenn Howerton e doppiato da Andrea Lavagnino.
- Stef Duncan[4], interpretata da Lyric Lewis e doppiata da Daniela Calò.
- Mary Wagner[5], interpretata da Mary Sohn e doppiata da Sabrina Duranti.
- Michelle Jones[6], interpretata da Jean Villepique e doppiata da Ilaria Latini.
- Miles Leonard[7], interpretato da Tom Bennett e doppiato da Stefano Brusa.
- Ralph Durbin, interpretato da Patton Oswalt e doppiato da Pasquale Anselmo.
- Devin[8], interpretato da Jacob McCarthy e doppiato da Danny Francucci.
- Sarika Sarkar[9], interpretata da Aparna Brielle e doppiata da Letizia Ciampa.
- Marcus Kasperak[10], interpretato da Nick Peine e doppiato da Riccardo Suarez.

### Ricorrenti
- Heather, interpretata da Allisyn Ashley Arm.
- Anthony Lewis, interpretato da Eddie Leavy.
- Coach Dick Novak, interpretato da Charlie McCrackin, doppiato da Massimo Bitossi.
- Victor Kozlowski, interpretato da Jacob Houston, doppiato da Mirko Cannella.
- Colin McConnell, interpretato da Tucker Albrizzi.
- Dan Decker, interpretato da Spence Moore II.
- Lynette, interpretata da Elizabeth Alderfer.
- Helen Henry Demarcus, interpretata da Paula Pell e doppiata da Anna Cugini.
- Grace, interpretata da Sari Arambulo.
- Marissa, interpretata da Marisa Baram, doppiata da Lidia Perrone.

### Ospiti
- Meredith, interpretata da Collette Wolfe, doppiata da Sophia De Pietro.
- Kim Burke, interpretata da Niecy Nash, doppiata da Anna Cesareni.
- Mr. Vining, interpretato da Taran Killam
- Philip, interpretato da Mark Proksch
- Trish, interpretata da Erinn Hayes, doppiata da Valentina Stredini.
- Melvin, interpretato da Christopher Lloyd, doppiato da Gianluca Machelli.

## Produzione
L'8 maggio 2018, la serie viene rinnovata da NBC per una seconda stagione.
Nell’estate del 2019 viene cancellata, ma poi salvata dal nuovo servizio streaming di NBC, Peacock. A dicembre 2020, la serie è stata rinnovata per una quarta stagione. Nel dicembre 2021, la serie è stata cancellata dopo quattro stagioni.

## Accoglienza

### Critica
Sull'aggregatore di recensioni Rotten Tomatoes ha un indice di gradimento del 61% con un voto medio di 6,25 su 10, basato su 28 recensioni.